# A Dictionarie French and English
A Dictionarie French and English: published for the benefite of the studious in that language, est un dictionnaire français-anglais publié en 1593 à Londres chez Thomas Woodcock par le Huguenot réfugié en Angleterre Claude de Sainliens.
Réimprimé par Scolar Press en 1974, Le Dictionarie French and English a été, avec le Dictionnaire françois-latin, contenant les mots et les manières de parler françois, tournez en latin de Robert Estienne, une des sources du Dictionarie of the French and English Tongues (1611) de Cotgrave souvent présenté, à tort, comme le premier dictionnaire français-anglais. Un privilège de 1608 présente le Dictionarie de Cotgrave comme collected first by C. Holyband and augmented or altered by R. Cotgrave.

## Sources
- Lucy E. Farrer, Un devancier de Cotgrave : la vie et les œuvres de Claude de Sainliens alias Claudius Holyband, Paris, H. Champion, 1908 ; réimp. Genève, Slatkine Reprints, 1971
- (en) Vera Ethel Smalley, The Sources of A dictionarie of the French and English tongues by Randle Cotgrave (London, 1611); a study in Renaissance lexicography, Baltimore, Johns Hopkins Press, 1948, p. 71-88